# Крым (корвет, 1810)
«Крым» — 18-пушечный парусный корвет Черноморского флота Российской империи. Участник русско-турецкой войны 1806—1812 годов.

## Описание корвета
Парусный корвет с деревянным корпусом. Длина судна составляла 27,7 метра. Вооружение судна составляли восемнадцать 24-фунтовых карронад, а экипаж судна состоял из 175 человек.

## История службы
Корвет был заложен 15 (27) декабря 1808 года в Севастополе корабельным мастером И. И. Юхариным, но из-за болезни закончить строительство корвета он не успел. Достраивал корабль корабельный мастер А. И. Мелихов. Спущен на воду 13 (25) января 1810 года и в мае того же года вошел в состав Черноморского флота.
Принимал участие в русско-турецкой войне 1806—1812 годов. В июне и июле 1810 года выходил в крейсерство к берегам Кавказа. При этом 5 (17) июня и 4 (16) июля вёл бомбардировку укреплений в Геленджикской бухте, а 2 (14) июля — в Суджук-кале. 6 (18) октября присоединился к эскадре контр-адмирала А. А. Сарычева, в составе которой к 9 (21) октября прибыл к Трапезунду, где 11 (23) октября вместе с другими судами эскадры вёл бомбардировку береговых укреплений.
17 (29) октября под прикрытием корабельной артиллерии с судов эскадры был высажен десант, но ввиду численного превосходства противника десант пришлось снять с берега, и эскадра ушла в море. 30 октября (11 ноября) корабли эскадры подошли к Севастополю. В 1811 и 1812 годах выходил в крейсерство к берегам Мингрелии, а в 1813 году к устью Дуная. При этом 1811 году недалеко от Батума корвет уничтожил 10 и захватил 8 турецких судов. С 1814 по 1824 год вновь выходил в плавания к берегам Мингрелии и нёс брандвахтенную службу в Сухум-Кале.
1 (13) января 1825 года корвет «Крым» попал в шторм недалеко от Редут-Кале, был сорван сорван с якоря и выброшен на берег. Попытки спасти корвет не увенчались успехом — экипажем была срублена мачта корвета, но её неудачное падение только помешало спасению людей. В результате крушения погибло 49 человек экипажа.

## Командиры корвета
Командирами корвета «Крым» в разное время служили:
- И. И. Свинкин (1810).
- И. М. Головин (1811—1812).
- А. М. Костенич (1813).
- И. В. Барановский (1819).
- В. Я. Семененко (1820).
- З. Л. Гагман (1821).
- Б. М. Польской (1823—1825.